# RACI
Pour les articles homonymes, voir Raci.

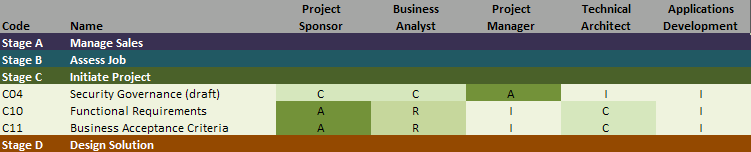
Exemple de matrice RACI.

L'acronyme RACI (responsible, accountable, consulted et informed) ou RAM (responsibility assignment matrix) désigne dans le domaine du management une matrice des responsabilités. Elle indique les rôles et les responsabilités des intervenants au sein de chaque processus et activité. Cette matrice représente l'organisation du travail en reliant dans un tableau commun la structure de découpage de projet (WBS) et la structure organisationnelle du projet (OBS).
C'est un des outils recensés par la bibliothèque de référence ITIL et recommandé par Gartner.

## Enjeux de la matrice
La matrice RACI donne une vision simple et claire de qui fait quoi dans le projet, en permettant d'éviter une redondance de rôles ou une dilution des responsabilités. Par exemple,
- la responsabilité d'approbation « A » doit être attribuée à une seule personne par activité,
- tandis que plusieurs personnes peuvent être responsables « R » de son exécution ; Il devrait y avoir au moins un « R » par activité.

La plupart du temps, la personne qui approuve l'activité, « A », est le supérieur hiérarchique de celle qui la réalise, « R ».

## Démarche d'utilisation
Les lignes de la matrice référencent les activités identifiées, et les colonnes les rôles (personnels impliqués par métier). Dans chaque cellule [activité ; rôle] figure la lettre « R », « A », « C » et/ou « I », où l'acronyme anglais RACI signifie :
1. R : responsible (on utilise aussi parfois le terme réalisateur car il réalise l'activité).
2. A : accountable (on utilise aussi parfois le terme approver (approbateur), donc "validateur").
3. C : consulted.
4. I : informed.

Explications :
1. Le ou les R (le A peut aussi jouer le rôle de R) réalisent l'activité. Il doit y avoir au moins un R pour chaque activité. Le A s’organise comme il le souhaite pour sous-traiter au(x) R, mais l'activité reste de sa responsabilité : si les R ne remplissent pas leurs objectifs (ou n'existent pas), c'est au A d'assumer.
2. Le A est, comme son nom l'indique, celui qui doit rendre des comptes sur l'avancement de l'activité. Il y a toujours un A (et un seul) pour chaque activité. « Avoir le A » signifie être totalement responsable de l'activité.
3. Les C sont les entités (personnes, groupes) qui doivent être consultées.
4. Les I sont les entités qui doivent être informées.

La traduction française peut donc être :
1. R : Réalisateur.
2. A : Approbateur, Autorité, ou responsable — certains estiment que la traduction du terme anglais accountable par « autorité » est inexacte car avoir une autorité sur une action n'est pas la même chose qu'être responsable de cette action. Ce glissement sémantique peut causer un défaut de responsabilisation, et entraîner l'affectation du A au chef de projet sur toutes les actions.
3. C : Consulté.
4. I : Informé.

## Variantes

### RACI-VS
Le RACI est parfois complété RACI-VS :
- V pour vérificateur (par exemple pour la vérifications de conformité vis-à-vis des spécifications ou référentiels qualité)
- S pour signataire (la validation de l'autorité ou du A de l'activité suivante)

Dans tous les cas, quelle que soit la traduction utilisée, il est nécessaire de rappeler le sens donné à chaque lettre.

### RASIC
RASIC ajouter la notion de support[réf. souhaitée]
- R : responsible (on utilise aussi parfois le terme réalisateur car il réalise l'activité)
- A : accountable (on utilise aussi parfois le terme approver, donc "validateur")
- S : support
- I : informed
- C : consulted